# Список австралійських прапорів
На цій сторінці наведено список прапорів, які використовуються в Австралії :

## Національний прапор
| Прапор | Рік  | Використання     | Опис |
| ------ | ---- | ---------------- | --- |
|        | 1901 | Прапор Австралії | Синій англійський кормовий прапор в лівому верхньому кутку, одна велика зірка - Зірка Співдружності - в центрі лівої нижньої чверті і п'ять зірок у вигляді сузір'я Південного Хреста в правій частині полотнища. |

Вони належать до співдружності націй.

## Штати і території
| Прапор | Дата | Використання                         | Опис |
| ------ | ---- | ------------------------------------ | --- |
|        | 1993 | Прапор території федеральної столиці | У лівій третині прапора розташовується сузір'я Південного хреста на синьому фоні, інші дві третини займає герб Канберри на темно-жовтому тлі                       |
|        | 1876 | Прапор Нового Південного Уельсу      | Синій (англійський) кормовий прапор з емблемою штату на полотнищі                                                                                                  |
|        | 1978 | Прапор Північної Території           | У лівій третині прапора розташовується сузір'я Південного хреста на чорному тлі, інші дві третини займає зображення квіткової емблеми території на коричневому тлі |
|        | 1953 | Прапор Квінсленда                    | Синій (англійський) кормовий прапор з емблемою штату на полотнищі                                                                                                  |
|        | 1904 | Прапор Південної Австралії           | Синій (англійський) кормовий прапор з емблемою штату на полотнищі                                                                                                  |
|        | 1875 | Прапор Тасманії                      | Синій (англійський) кормовий прапор з емблемою штату на полотнищі                                                                                                  |
|        | 1953 | Прапор Вікторії                      | Синій (англійський) кормовий прапор з емблемою штату на полотнищі                                                                                                  |
|        | 1953 | Прапор Західної Австралії            | Синій (англійський) кормовий прапор з емблемою штату на полотнищі                                                                                                  |

## Прапори Королеви і губернаторів

### Королева Австралії
| Прапор | Дата      | Використання                                       | Опис |
| ------ | --------- | -------------------------------------------------- | --- |
|        | 1962-2022 | Особистий штандарт королеви Єлизавети II Австралії | Основою прапора є Герб Австралії. Полотно поділене на шість частин, в кожній з яких розташована емблема одного з шести штатів. Золота зірка Співдружності, прикрашена особистою емблемою королеви (коронована буква «E», оточена гірляндою золотих троянд на блакитному тлі), розташована в центрі |

### Генерал-губернатор Австралії
| Прапор | Дата | Використання                         | Опис                                      |
| ------ | ---- | ------------------------------------ | ----------------------------------------- |
|        | 1936 | Прапор Генерал-губернатора Австралії | Лев з короною, зображений на синьому полі |

### Губернатори
| Прапор | Дата | Використання                                   | Опис                                          |
| ------ | ---- | ---------------------------------------------- | --------------------------------------------- |
|        | 1981 | Прапор губернатора штату Новий Південний Уельс | Державний прапор з коронованої емблемою штату |
|        |      | Прапор губернатора штату Квінсленд             | Прапор Великої Британії з емблемою штату      |
|        | 1975 | Прапор губернатора штату Південна Австралія    | Державний прапор з коронованої емблемою штату |
|        | 1977 | Прапор губернатора Тасманії                    | Державний прапор з коронованої емблемою штату |
|        | 1984 | Прапор губернатора штату Вікторія              | Державний прапор з жовтим полем               |
|        | 1988 | Прапор губернатора штату Західна Австралія     | Державний прапор з коронованої емблемою штату |

## Цивільні прапори
| Прапор | Дата | Використання                              | Опис |
| ------ | ---- | ----------------------------------------- | --- |
|        | 1901 | Австралійський червоний (торговий) прапор | Британський червоний прапор з зіркою Співдружності в лівій нижній частині і сузір'ям Південного Хреста на полотнищі  |
|        | 1935 | Прапор Австралійської цивільної авіації   | За основу взято прапор цивільної авіації Великої Британії, додано зображення Південного Хреста і зірки Співдружності |
|        |      | Австралійська митна служба                | Державний прапор Австралії з написом CUSTOMS (митниця)                                                               |

## Військові та морські прапори
| Прапор | Дата | Використання                      | Опис |
| ------ | ---- | --------------------------------- | --- |
|        | 1967 | Знамено ВМС Австралії             | Засноване на білому прапорі ВМС Великої Британії: національний прапор з синьою зіркою Співдружності і сузір'ям Південного Хреста на білому тлі |
|        | 1982 | Прапор ВПС Австралії              | Національний прапор світло-блакитного кольору з емблемою ВПС в правій нижній частині полотна                                                   |
|        | 1920 | Прапор командування ВМС Австралії | Якір на червоно-блакитному тлі. |

## Зовнішні території
| Прапор | Дата               | Використання              | Опис |
| ------ | ------------------ | ------------------------- | --- |
|        | 1980               | Прапор Острова Норфолк    | Зелений фон, на якому зображена Норфолкська сосна в білому прямокутнику                                             |
|        | 2002               | Прапор Острова Різдва     | Прапор був обраний в результаті конкурсу, проведеного в 1986 році. Отримав схвалення місцевого уряду тільки в 2002. |
|        | 2003 (неофіційний) | Прапор Кокосових островів | Цей прапор не має офіційного статусу                                                                                |